# Mahmoud Ahmed
Mahmoud Ahmed (en amharique : ማሕሙድ ኣሕመድ), né le 8 mai 1941 à Addis-Abeba, est un chanteur éthiopien devenu l'un des chefs de file de l'éthio-jazz.

## Biographie
Mamoud Ahmed naît dans le quartier Mercato à Addis-Abeba. Après avoir été cireur de chaussures, il devient l'homme à tout faire du club Arizona à Addis-Abeba dans les années 1960 où rapidement il commence à chanter ses premières chansons, mélange de musique éthiopienne sous influence du rock et du jazz occidentaux. Il débute alors une carrière avec l'Orchestre de la Garde impériale et devient, avec Mulatu Astatke, l'un des chefs de file de l'éthio-jazz, et de l'Afro jazz notamment grâce au succès de l'album Erè Mèla Mèla (1975) au milieu des années 1970 pendant la période du dictateur Mengistu Haïlé Mariam qui peu à peu limitera la culture et l'édition d'album de musique.
Mahmoud Ahmed a également chanté avec l'Ibex Band, le Venus Band, le Walias Band, le Badume's Band et le Roha Band tout au long de sa carrière et plus récemment avec l'Either/Orchestra. Il est redevenu — après une période d'oubli relatif qui dure jusqu'en 1986 — l'un des plus importants chanteurs éthiopiens en Europe et aux États-Unis notamment sous l'impulsion de la collection Éthiopiques du label Buda Musique qui réédita les enregistrements de nombreux musiciens éthiopiens,.

## Discographie partielle
Mahmoud Ahmed publie ses premiers enregistrements 45 tours en Éthiopie dans les années 1960. Son premier album 33 tours Almaz date de 1973, suivi en 1975 de Erè Mèla Mèla qui sera son plus grand succès, notamment après sa parution en Europe en 1986,. La discographie suivante ne regroupe que les disques parus en Occident :
- 1973 : Almaz avec l'Ibex Band
- 1974 : Alèmyé
- 1975 : Erè Mèla Mèla
- 1997 : Soul of Addis – Earthworks/Stern's Africa
- 1998 : Live in Paris
- 1998 : Slow Collections – Sounds of Abyssinia
- 1999 : Éthiopiques volume 6 - Almaz 1973 – Buda Musique
- 2000 : Éthiopiques volume 7 - Erè Mèla Mèla 1975 – Buda Musique
- 2003 : Yitbarek – Yene Production
- 2005 : Éthiopiques volume 19 - Alèmyé – Buda Musique
- 2010 : Éthiopiques volume 26 - Mahmoud Ahmed & Imperial Bodyguard Band 1972-1974 – Buda Musique
- 2010 : Éthiopiques Live - Mahmoud Ahmed, Alèmayèhu Eshèté & Badume's Band – DVD innacor

## Filmographie
Dans Mahmoud Ahmed & Either-Orchestra featuring Tsèdènia Gèbrè-Marqos, film documentaire de 2006, Anaïs Prosaïc montre à travers les échanges  entre lui et le groupe américain Either/Orchestra les influences qu'il a eu sur le jazz américain et le mouvement éthiogroove,,.